# 宮崎友好
宮崎 友好（みやざき ともよし、1968年-）は、日本のコンピュータゲーム開発者およびシナリオライター。

## 来歴
中央大学理工学部管理工学科在籍中に日本ファルコムへアルバイトとして参加。その後正社員に登用され『イース』『イースII』のシナリオを手がけた。
『ワンダラーズ フロム イース（イースIII）』の開発終了後、同じくイースシリーズの開発スタッフだった橋本昌哉らと共にファルコムを退社・独立し、1989年ゲーム会社クインテットを設立。「二面性」をテーマとした作品を手がけ、後にクインテット代表取締役となる。
また90年代前半には、「きのこ」というハンドルネームで草の根パソコン通信にも参加していた。
2009年、株式会社ギガファクトリの代表取締役に就任する。同社のサービスとして『アクトレイザー』の名前もあった。
その後、クレジットカード決済代行の決済ドットコム社代表取締役に就任したが、同社は多額の未払い金を抱えたまま倒産。宮崎も消息を絶ち現在に至る。

## 参加作品
下記代表作の中には、アルバイトの立場において制作に携わったものもある。

### 日本ファルコム
- アステカ
- 太陽の神殿 アステカII
- イース
- イースII

### クインテット
- アクトレイザー（シナリオ）
- ソウルブレイダー（シナリオ）
- アクトレイザー2（シナリオディレクター、スクリプト）
- ガイア幻想紀（ゲームデザイン）
- スラップスティック（クインテットスタッフ）
- 天地創造（ゲームデザイン、スクリプト）
- グランストリーム伝紀（シナリオ・イベントスクリプト）
- コードR（プロデューサー）
- 超発明BOYカニパン 〜暴走ロボトの謎!?〜(プログラムディレクター)
- マジカル封神(ディレクター)
- 落語タイピング寄席 楽太郎の真打（プロデュース、ディレクター）
- リリーのアトリエ 〜ザールブルグの錬金術士3〜(制作プロデューサー)
- ロボットポンコッツ2（ゲームデザイン、演出）
- 犬夜叉(ディレクター)
- 犬夜叉 ~呪詛の仮面~(ゲームデザイン、演出、スクリプト演出)
- BLEACH 放たれし野望(ディレクター)